# Раннівська сільська рада
Ра́ннівська сільська рада (рос. Ранневский сельский совет) — сільське поселення у складі Ташлинського району Оренбурзької області Росії.
Адміністративний центр — село Раннє.

## Населення
Населення — 812 осіб (2019; 995 в 2010, 1034 у 2002).

## Склад
До складу сільської ради входять:
| Населений пункт  | Населення, осіб (2002) | Населення, осіб (2010) |
| ---------------- | ---------------------- | ---------------------- |
| Мірошкіно, село  | 255                    | 256                    |
| Пустобаєво, село | 107                    | 101                    |
| Раннє, село      | 672                    | 638                    |